# Casa Paula Soteras
La Casa Paula Soteras és una obra de Capellades (Anoia) protegida com a Bé Cultural d'Interès Local.

## Descripció
Edifici entre mitgeres situat al carrer Sant Francesc. Es tracta d'una construcció que ha estat molt retocada, però segueix conservant alguns elements de destacable vàlua patrimonial. La composició és simètrica, a partir de dos eixos i obertures de proporció vertical. A la planta baixa, hi ha una àmplia portalada d'entrada de carreus de pedra d'arc rebaixat. Cal destacar una fornícula, a nivell de la planta primera, entre els dos eixos d'obertures, oberta i sense imatge. És de pedra i presenta la part superior en forma de petxina, resseguida a la part inferior per petites línies motllurades.

## Història
Aquesta zona del carrer Sant Francesc ja es trobava construïda el 1851, segons mostra el plànol realitzat per l'agrimensor Rómulo Zaragoza.